# James Mercer Garnett (Anglist)

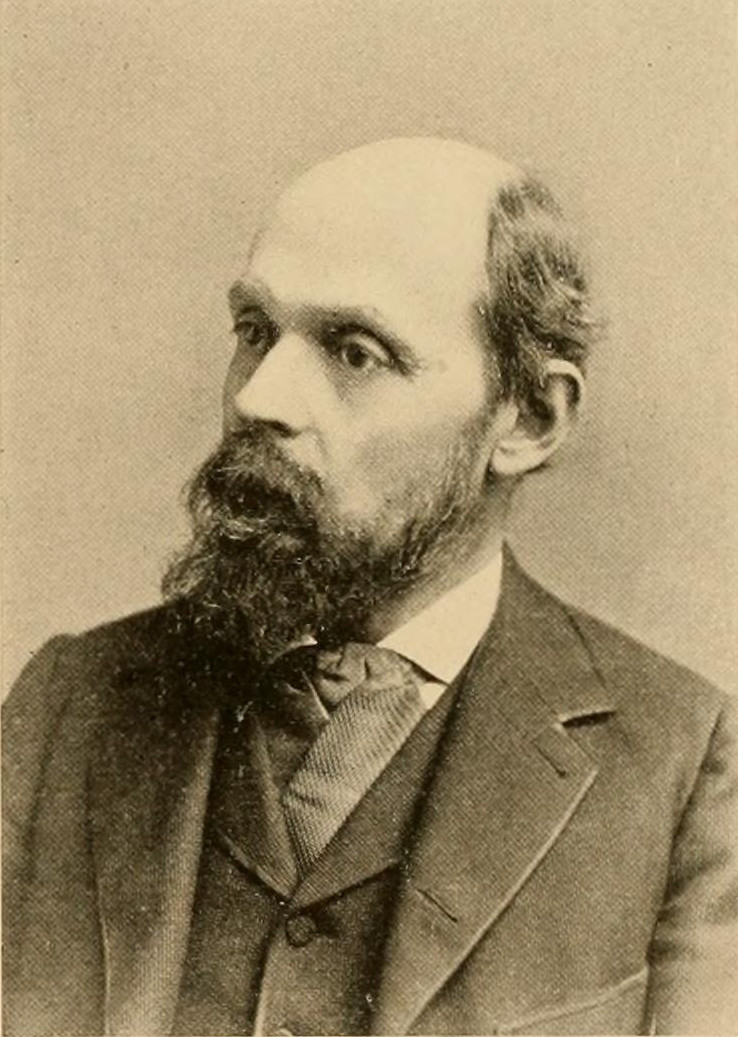
James Mercer Garnett

James Mercer Garnett (* 24. April 1840 in Aldie, Virginia; † 18. Februar 1916 in Baltimore, Maryland) war ein US-amerikanischer Anglist.

## Leben
James Mercer Garnett war der Sohn von Theodore Stanford Garnett (1812–1885) und Florentina Isidora Moreno (1822–1907). Sein Großvater war der gleichnamige Politiker James Mercer Garnett (1770–1843). Auch andere Mitglieder der alteingesessenen Familie hatten im 18. und 19. Jahrhundert bedeutende Positionen als Richter, Gouverneure und Kongressabgeordnete bekleidet.
James Mercer Garnett wurde im Haus seines Großonkels Charles F. Mercer (1778–1858) in Aldie (Virginia) geboren und wuchs an verschiedenen Orten auf, da sein Vater als Ingenieur häufig den Arbeitsplatz wechselte. James besuchte die Episcopal High School und studierte ab 1857 an der University of Virginia, wo er 1859 den Mastergrad erlangte. Nach einem Jahr als Lehrer in der Greenwood School im Albemarle County kehrte er 1860 an die University of Virginia zurück, um ein Graduiertenstudium aufzunehmen. Der Ausbruch des Sezessionskriegs unterbrach seine Karriere: Garnett trat am 17. Juli 1861 in die Confederate States Army ein. Er gehörte der sogenannten Stonewall Brigade an und stieg dort zum Captain of Artillery auf. Nach dem Gefecht bei Appomattox Court House am 9. April 1865 und der Kapitulation der konföderierten Streitkräfte erhielt Garnett seine Begnadigung und kehrte an die University of Virginia zurück, wo er noch 1865 als Licenciate Professor of Ancient Languages angestellt wurde. Ab 1866 unterrichtete er Griechisch und Mathematik.
Von 1867 bis 1869 war Garnett Leiter der Episcopal High School. Er legte dieses Amt nieder, um seine Studien in Europa zu vertiefen und ging im Jahr 1869/70 an die Universitäten zu Leipzig und Berlin. Nach seiner Rückkehr wurde er 1870 zum Präsidenten des St. John’s College in Annapolis (Maryland) ernannt. Während seiner dortigen zehnjährigen Wirkungszeit beschäftigte er sich intensiv mit pädagogischen und bildungspolitischen Themen und unterrichtete neben Griechisch und Latein auch Altenglisch, das einer seiner Forschungsschwerpunkte wurde. Um die wissenschaftliche Ausbildung der Englischlehrer zu verbessern, gründete er die Abteilung für Anglistik (Department of English) am St. John’s College und leitete sie selbst. Die University of Virginia verlieh ihm 1874 die Ehrendoktorwürde (LL. D.).
1880 verließ Garnett das College, gründete eine Privatschule in Ellicott City (Maryland) und verwirklichte verschiedene Projekte wie seine Übersetzung des Beowulf (1882). Diese und andere Arbeiten sowie sein Ruf als Pädagoge, akademischer Lehrer und Organisator trugen ihm einen Ruf an die University of Virginia ein, wo er 1882 als Professor of English angestellt wurde. 1893/94 war er Präsident der American Philological Association, von 1895 bis 1897 Acting Professor of English am Goucher College. Seine Professur an der University of Virginia legte er 1896 nieder und zog nach Baltimore. Er veröffentlichte bis zu seinem Tod Schriften zur altenglischen Literatur, zur Didaktik des Englischstudiums und zur Genealogie seiner Familie; außerdem veröffentlichte er 1912 seine Erinnerungen an die University of Virginia zur Zeit des Sezessionskriegs. Sein Nachlass, der besonders Notizen, Briefe und Realien aus seiner Militärzeit enthält, befindet sich in der Library of Virginia.

## Schriften (Auswahl)
- Beowulf: An Anglo-saxon Poem, and the Fight at Finnsburg. Boston 1882. Mehrere Neuauflagen
- Elene; Judith; Athelstan or the Fight at Brunnanburgh; and Byrhtnoth, or the Fight at Maldon: Anglo-Saxon Poems. Boston 1889
- Selections in English Prose from Elizabeth to Victoria, 1580–1880. Boston 1899. Nachdruck 1978
- Genealogy of the Mercer-Garnett Family of Essex County, Virginia. Richmond 1910
- Biographical Sketch of Hon. Charles Fenton Mercer, 1778–1858. Richmond 1911